# 首都圈广域快速列车A路线
首都圈廣域急行鐵道A路線（：／ Sudogwon Gwangyeok Geuphaeng Cheoldo A noseon */?，簡稱GTX-A）是韓國一條广域电铁，隸屬於首都圈广域急行铁道的路線之一。路線起自坡州市雲井中央站、終至華城市東灘站，行經首爾特別市、京畿道高陽市、龍仁市和城南市等地，全長83.1公里，沿線共設11站，由SG鐵道負責營運。當中部分路段與SRT水西平泽高速线共用軌道，首階段（水西至東灘）於2024年3月30日通車。
該路線首10公里基本定價為3200韓圓，比首都圈地鐵的1450韓圓高出一倍有多，其後每5公里加收250韓圓，每日由早上5:30營運至凌晨1:00，在上班高峰期平均每17分鐘發車。

## 概況
- 路線距離：83.1公里（已开通雲井中央 - 首爾：32.9km、水西 - 東灘（水西平泽高速线共用）：29.7km）
- 路線編號：未定
- 軌間距離：1,435毫米（標準軌）
- 車站數目：11（已开通9）
- 營運單位：SG鐵道（朝鲜语：SG레일）
- 通行方式：左側通行（朝鲜语：좌측 통행）
- 保安裝置：TVM-430
- 運行車輛：A000型（朝鲜语：SG레일 A000호대 전동차）
- 車輛基地：雲井車輛基地

## 歷史
GTX-A属于韩国计划的大深度地下铁路——首都圈广域急行铁道（GTX）一部分，该系统最初由三条线路组成。尽管首爾的首都圈电铁不断扩张，但由于现有线路的最高速度仅为110公里/小时，平均速度40公里/小时，导致远郊通勤时间过长。因此韩国新计划建设旨在以最高速度180公里/小时运行，将东滩与首尔市中心之间的行程缩短至约20分钟的广域急行铁道。
GTX-A的三成站将成为与其他GTX线路和现有线路相结合的地下复合车站，而水西站则在与SRT站台不同的位置设置了地下车站。水西以南的大部分区间将与水西平泽高速线共享轨道，除了共用的东滩站外，在前后两站之间，将在水西平泽高速线的双线隧道两侧设置两条GTX专用的单线隧道。

### 年表
- 2008年：启动京畿道、京畿南部广域交通網構想研究。
- 2009~2012年：确定基本计划。
- 2013年7月：确定中间站选址。
- 2016年
  - 4月25日：在本線與水西平泽高速线共用隧道區段內的施工現場，發現隧道出現裂縫。
  - 12月9日：水西平泽高速线开通。
- 2017年12月29日：確定採用BTO模式（朝鲜语：수익형 민자사업）建設。
- 2018年
  - 5月1日：新韓銀行旗下子公司「SG鐵道（朝鲜语：SG레일）」標得營運權。
  - 12月27日：雲井－三成路段開工，至此路线全线开工。[7]
- 2023年11月30日：确定路线正式名称为“首都圈廣域急行鐵道A路線”。
- 2024年
  - 3月30日：水西－東灘路段投入服務。（驹城站延误至6月29日开通）
  - 12月28日：云井中央－首尔路段（昌陵站除外）投入服务。[8]
- 2026年：首尔 - 水西预定开通。

## 車站列表
以下資料為根據國土交通部2017年7月7日發表之資訊，斜體字為尚未通車之路段。
| 車站編號 | 中文站名         | 韓文站名 | 英文站名 | 接續路線                                                                                       | 站間距離 | 營業距離 | 所在地     | 所在地 | 所在地   | 備註                   |
| -------- | ---------------- | -------- | -------- | ---------------------------------------------------------------------------------------------- | -------- | -------- | ---------- | ------ | -------- | ---------------------- |
| X101     | 雲井中央         |          | [ 8 ]    |                                                                                                | -        | 0.0      | 京畿道     | 坡州市 | 坡州市   |                        |
| X102     | 韓國國際會展中心 |          |          |                                                                                                | 6.1      | 6.1      | 京畿道     | 高陽市 | 一山西區 |                        |
| X103     | 大谷             |          |          | ●首都圈電鐵京義·中央線 ●首都圈電鐵3號線 ●首都圈電鐵西海線 郊外线                               | 6.9      | 13.0     | 京畿道     | 高陽市 | 德陽區   |                        |
| X104     | 昌陵             |          |          |                                                                                                |          |          | 京畿道     | 高陽市 | 德陽區   |                        |
| X105     | 延新川           |          |          | ●首都圈電鐵3號線 ●首尔地铁6号线                                                                | 9.9      | 22.9     | 首爾特別市 | 恩平區 | 恩平區   |                        |
| X106     | 首爾             |          |          | ●首都圈電鐵京義·中央線 ●首都圈電鐵1號線 ●首都圈电铁4号线（首爾站） ●仁川國際機場鐵道（首爾站） | 9.4      | 32.9     | 首爾特別市 | 中區   | 中區     |                        |
| X107     | 三成             |          |          | ●首爾地鐵2號線 ●首爾地鐵9號線（奉恩寺）                                                        | 未通车   | 未通车   | 首爾特別市 | 江南區 | 江南區   |                        |
| X108     | 水西             |          |          | ●首都圈電鐵3號線 ●首都圈電鐵水仁·盆唐線 ●水西平澤高速線                                        | 0.0      | 0.0      | 首爾特別市 | 江南區 | 江南區   |                        |
| X109     | 城南             |          |          | ●首都圈電鐵京江線                                                                              | 10.7     | 10.7     | 京畿道     | 城南市 | 盆唐區   | 水西平澤高速線共軌路段 |
| X110     | 駒城             |          |          | ●首都圈電鐵水仁·盆唐線                                                                         | 10.9     | 21.6     | 京畿道     | 龍仁市 | 器興區   | 水西平澤高速線共軌路段 |
| X111     | 東灘             |          |          | ●水西平澤高速線                                                                                | 11.2     | 32.8     | 京畿道     | 華城市 | 華城市   | 水西平澤高速線共軌路段 |